# Gaÿ Etgar
Gaÿ Etgar est un acteur français né en 1977 qui a joué dans la série Les Compagnons de l'aventure : Lola et les Sardines. Il a également joué dans le film Joe & Marie en 1993.

## Filmographie
- 1990 : Les Compagnons de l'aventure : Lola et les Sardines : Hoch
- 1994 : Renseignements généraux : Racket
- 1994 : Joe & Marie : Joe